# Roland Dinel
Pierre-Roland Dinel (né à Montréal le 3 octobre 1916, mort à Saint-Roch-de-l'Achigan le 16 septembre 2013) est un artiste sculpteur, graveur québécois. 

## Biographie
Né à Montréal au Québec en 1916 dans le Faubourg à m'lasse, Roland Dinel est issue d'une famille de 19 enfants. Sergent instructeur à Farnham en Estrie, il s'engage dans les Forces armées canadiennes durant la Seconde Guerre mondiale. Au retour à la vie civile, il est embauché par la Montreal Tramways Company durant 27 ans.  
Après la guerre, il est admis à l'École du meuble de Montréal où il se joint à Robert Roussil et Mario Mérola avec qui ils se lient d'amitié. À l'époque, Paul-Émile Borduas enseignait à cette institution.
En 1953, Roland Dinel forme un groupe avec, notamment, Robert Roussil, Henri Gagnon et Armand Vaillancourt. Il créeront l'Atelier de la Place des Arts, lieu de rencontre et de discussions politiques, qui a pignon sur rue une décennie avec l'actuelle Place des Arts à Montréal.  
C'est en 1961 que Dinel cofonde l'Association des sculpteurs du Québec avec Mario Bartolini, Yvette Bisson, Jean-Pierre Boivin, Jacques Chapdelaine, Stanley Lewis, Ethel Rosenfield, Hans Schleeh, Gaétan Therrien et Yves Trudeau.